# Sobennikoffia fournieriana
Sobennikoffia fournieriana é uma espécie de orquídea, família Orchidaceae, que supostamente habita Madagascar. É planta epífita, monopodial, de caule e folhas longos, e inflorescência racemosa com flores brancas de sépalas e pétalas livres, e longo nectário na parte de trás de seu labelo afunilado. Foi descrita originalmente por Kraenzlin a partir de uma planta em cultivo, nunca vista na natureza.